# 林丽君
林丽君（英語：Sylvia Li-chun Lin）是美国翻译家，现任聖母大學助理教授。

## 家庭
林丽君的丈夫是美国翻译家葛浩文。

## 译著

### 台湾作家作品
- 朱天文《荒人手記》
- 施叔青《她名叫蝴蝶》
- 施淑端《迷園》

### 中国大陆作家作品
- 毕飞宇《青衣》、《玉米》、《推拿》
- 刘震云《我叫刘跃进》、《我不是潘金莲》、《温故一九四二》
- 阿来《格萨尔王》、《尘埃落定》
- 李永平《吉陵春秋》
- 莫言《师傅越来越幽默》
- 松鹰《杏烧红》
- 贝拉《魔咒钢琴》

### 新加坡作家作品
- 希尼尔《认真面具》
- 尤今《听, 青春在哭泣》